# Gant-Wevelgem 2004
La Gant-Wevelgem 2004 fou la 66a edició de la cursa ciclista Gant-Wevelgem i es va disputar el 7 d'abril de 2004 sobre una distància de 208 km. El vencedor fou el belga Tom Boonen (Quick Step), que s'imposà a l'esprint al suec Magnus Bäckstedt (Alessio) i Jaan Kirsipuu (AG2R), segon i tercer respectivament.

## Recorregut
En aquesta edició el recorregut parteix de Deinze per dirigir-se fins a Oostende, a la costa belga. D'aquí el recorregut segueix la costa cap a França, fins a De Panne, on gira cap al sud, en paral·lel a la frontera francesa fins a trobar els monts de Flandes, on s'hauran de superar dues vegades les cotes del Monteberg i Kemmelberg. Els darrers 30 quilòmetres són plans fins a Wevelgem.

## Equips participants
En aquesta edició hi prengueren part 25 equips: T-Mobile Team, Team Gerolsteiner, Lotto-Domo, Quick Step-Davitamon, MrBookmaker.com, Palmans-Collstrop, Landbouwkrediet-Colnago, Vlaanderen-T-Interim, Chocolade Jacques-Wincor Nixdorf, Fassa Bortolo, Domina Vacanze, Saeco, Lampre, Alessio-Bianchi, Rabobank, Bankgiroloterij, Team CSC, US Postal Service-Berry Floor, Navigators Insurance, Cofidis, FDJeux.com, AG2R Prévoyance, Crédit Agricole, Bodysol-Brustor, Illes Balears-Banesto, Phonak.

## Classificació final
|    | Cilista                  | Equip         | Temps      |
| -- | ------------------------ | ------------- | ---------- |
| 1  | Tom Boonen (BEL)         | Quick Step    | 4h 58' 47" |
| 2  | Magnus Bäckstedt (SWE)   | Alessio       | m. t.      |
| 3  | Jaan Kirsipuu (EST)      | AG2R          | m. t.      |
| 4  | George Hincapie (USA)    | US Postal     | m. t.      |
| 5  | Jimmy Casper (FRA)       | Cofidis       | m. t.      |
| 6  | Roger Hammond (GBR)      | Mr Bookmaker  | m. t.      |
| 7  | Joan Antoni Flecha (CAT) | Fassa Bortolo | m. t.      |
| 8  | Vladímir Gússev (RUS)    | Team CSC      | m. t.      |
| 9  | Sébastien Rosseler (BEL) | Relax-Bodysol | m. t.      |
| 10 | Andreas Klier (GER)      | T-Mobile Team | m. t.      |